# Platygaster signe
Platygaster signe är en stekelart som beskrevs av Peter Neerup Buhl 2006. Platygaster signe ingår i släktet Platygaster och familjen gallmyggesteklar. Inga underarter finns listade i Catalogue of Life.